# レヒフェルトの戦い
レヒフェルトの戦い（レヒフェルトのたたかい、ドイツ語: Schlacht auf dem Lechfeld）は、955年8月10日、東フランク王オットー1世指揮下の東フランク軍が、侵入してきたハンガリー大公国（ハンガリー）の騎馬民族ウゴル系マジャル人（ハンガリー人）を撃退した戦い。

## 概要
ハンガリー平原を根拠にするマジャル人王朝のアールパード家のハンガリー大公アールパードは、10世紀初頭よりたびたびドイツ東南部のバイエルンに侵入した。
955年にアールパードの孫タクショニュがマジャル人を率いてバイエルン地方を劫掠し、さらにシュヴァーベン地方に侵入するために、その途中でアウクスブルクの城壁を包囲した。
同年8月10日に、オットー1世率る親征軍が到着し、ドナウ川支流レヒ川流域のレヒフェルト(Lechfeld)において翌2日間にわたる激戦を交えた。
そのとき、オットー1世の兵力はおよそ8千人で、対するタクショニュ率いるマジャル軍は1万7千人と、兵力では2倍以上の差があり、実際にオットー大帝は多勢のマジャル軍によって窮地に陥った。しかし、前々年の953年に自身に対して反乱を起こし、謹慎を命じられた女婿でロートリンゲン大公のコンラート赤毛公（ザーリアー朝の中興の祖）が岳父の危機の報を聞いて救援に駆け付けたため、重騎兵で構成された神聖ローマ帝国軍は勢いを盛り返し、軽騎兵で構成されたマジャル軍を撃退させ、タクショニュはハンガリーに撤退した。
その結果、コンラート赤毛公はこの戦いで戦死したが、以後からアールパード家のマジャル人の侵入はなくなり、コンラート赤毛公の働きもあり、オットー1世の威信も高まり、ザクセン朝の王権確立の重要な一因となった。